# Дітер Гран
Дітер Гран (20 березня 1944 , Собутка ) — німецький веслувальник, дворазовий олімпійський чемпіон, двориразовий чемпіон світу та Європи.

## Біографія
Дітер Гран народився 20 березня 1944 року у місті Цобтен. Проходив підготовку у Дрездені у місцевому спортивному клубі «Айнхайт Дрезден».
Першого серйозного успіху на дорослому міжнародному рівні досяг у сезоні 1966 року, коли увійшов до основного складу східнонімецької національної збірної та побував на чемпіонаті світу в Бледі, звідки привіз золоту медаль, виграну в заліку розпашних четвірок без керма.
У 1967 році у безрульних четвірках здобув перемогу на чемпіонаті Європи у Віші.
Завдяки низці вдалих виступів удостоївся права захищати честь країни на літніх Олімпійських іграх 1968 року в Мехіко - складі екіпажу, куди також увійшли веслярі Дітер Шуберт, Франк Форбергер і Франк Рюле, з якими став олімпійським чемпіоном.
Ставши олімпійським чемпіоном, Гран залишився у складі збірної НДР та продовжив брати участь у найбільших міжнародних регатах. Так, у 1969 році він виступив на європейській першості в Клагенфурті, де став срібним призером у безрульних двійках, поступившись на фініші лише команді зі США.
У 1970 році в безрульних четвірках був найкращим на світовій першості в Сент-Катарінсі.
На чемпіонаті Європи 1971 року в Копенгагені додав до послужного списку ще одну золоту медаль, отриману у безрульних четвірках.
Перебуваючи серед лідерів східнонімецької національної збірної, пройшов відбір на Олімпійські ігри 1972 року в Мюнхені — тут з тими ж партнерами знову обійшов усіх суперників у заліку безрульних четвірок і став дворазовим олімпійським чемпіоном.
За видатні спортивні досягнення нагороджувався орденом «За заслуги перед Батьківщиною» у сріблі (1968) та золоті (1972). Кавалер срібного ордена «Зірка дружби народів» (1971).
Згодом досяг великих успіхів на тренерській ниві, зокрема в період 2000—2009 років очолював національну збірну Німеччини з академічного веслування.

## Виступи на Олімпіадах
| Олімпіада   | Дисципліна | Місце |
| ----------- | ---------- | ----- |
| Мехіко 1968 | четвірки   | 1     |
| Мюнхен 1972 | четвірки   | 1     |

## Зовнішні посилання
- Дітер Гран — олімпійська статистика на сайті Sports-Reference.com (англ.) (архівна версія)
- Дітер Гран на сайті FISA.